# Кампителе (Ливорно)
Кампителе је насеље у Италији у округу Ливорно, региону Тоскана.
Према процени из 2011. у насељу је живело 85 становника. Насеље се налази на надморској висини од 21 м.